# سیارک ۱۲۱۶۳
سیارک ۱۲۱۶۳ (به انگلیسی: 12163 Manilius، نامگذاری:3013T-2)۱۲۱۶۳مین سیارک کشف شده‌است که در ۳۰ سپتامبر ۱۹۷۳ کشف شد.